# 야마구치 쓰요시 (정치인)
야마구치 쓰요시(일본어: 山口 壯, 1954년 10월 3일~)는 일본의 정치인으로, 제29·30대 환경대신이다. 제42·44·45·46·47·48·49대 중의원(7선)으로, 지역구는 효고현 제12구이다.
효고현 아이오이시 출신으로, 도쿄 대학 법학부를 졸업하였다. 1978년 외무 공무원 채용 고급 시험에 합격, 1979년 외무성 근무를 시작하였다. 외무성 근무 중 오자와 이치로 신진당 간사장의 권유로 1995년 외무성에서 퇴직, 정치에 입문하였다.
1996년 효고현 제12구에 신진당 공천을 받아 출마하였으나 자유민주당의 가와모토 사부로에 밀려 2위, 낙선하였다. 
2000년 제42회 일본 중의원 의원 총선거에서 효고현 제12구에 무소속으로 중의원에 당선(초선)되었다. 이후 2003년 선거에서는 낙선하였다. 2005년 선거에서는 2위로 밀렸으나, 중복입후보로 비례긴키블록에서 비례(민주당)로 당선되었다.
2009년 민주당 공천으로 당선, 3선을 하였다. 2011년 7월 2차 개조 간 내각에서 내각부 부대신에 임명되었으며, 2011년 9월 5일부터 2012년 10월 2일까지 외무성 외무 부대신(노다 내각·1차 개조·2차 개조)을 지냈다. 2012년 선거에서 민주당 공천으로 당선, 4선을 하였다. 이후 2013년 12월 5일 민주당에서 탈당(이후 2014년 2월 제적)하고, 같은달 19일 자유민주당(자민당)의 지수회 객원 회원으로 가입하였다. 2014년 선거에서는 무소속으로 출마, 당선되었다.
2015년 1월 자유민주당(자민당) 입당 의사를 피력하였으나, 2014년 선거에서 자민당 효고현련에서 지원한 토이타 신타로[戸井田真太郎, 무소속, 토이다 토오루의 장남]를 꺾고 당선된터라, 다니가키 사다카즈 간사장이 선거구지부장 취임을 보류하였다. 이후 입당을 강력하게 지지한 니카이 도시히로 의원의 지역구인 와카야마현련에 입회하였고, 이후 2016년 2월 효고현련 입회가 인정되어 효고현련에 소속되었다. 2017년 중의원 선거에서 자민당 공천을 받아 효고현 제12구에서 당선, 6선을 하였다.
2021년 10월 4일 성립된 제1차 기시다 내각에서 환경대신에 임명되며 처음으로 입각, 제29대 환경대신에 취임하였다. 10월 31일 제49회 중의원 총선거에서 7선을 하였으며, 이후 11월 10일 발표된 제2차 기시다 내각에서 유임되었다.

## 발언
- 2009년 9월 11일 미사일 100발 중에서 한 두 발이 성공할까 말까 하는 미사일 방어시스템은 전혀 쓸모가 없다 라고 했다.[4]
- 2012년 4월 12일 한국 정부에 의한 건축물 설치 등 독도에서 일련의 조치에 절대로 양보할 수 없습니다 라고 말했다.[5]
- 2012년 8월 25일 송일국씨라는 한류스타가 수영으로 독도에 갔죠. 아쉽지만 이제는 일본에 오기 어려울 겁니다. 그게 국민적 감정입니다. 라고 말했다.[6]